# Посольство Польши в Тунисе

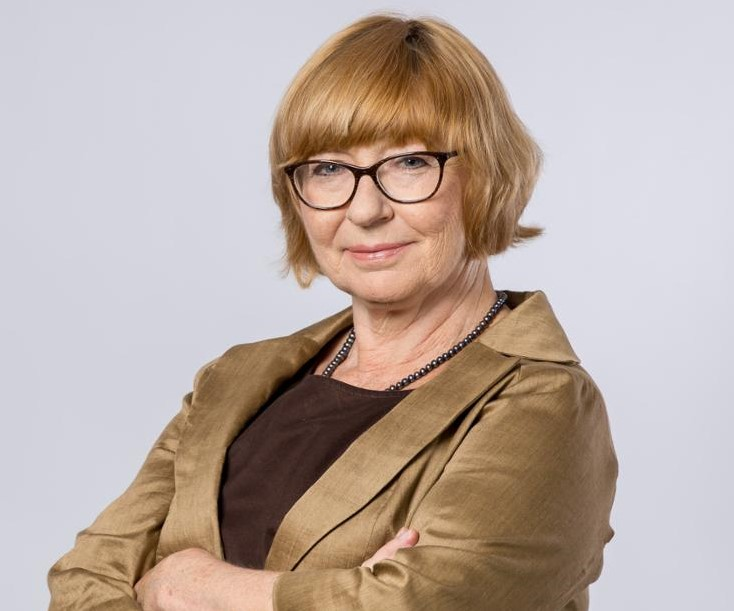
Лидия Милка-Вечоркевич — посол Республики Польша в Тунисе

Посольство Республики Польша в Тунисе (пол. Ambasada Rzeczypospolitej Polskiej w Tunisie, фр. Ambassade de la République de Pologne en Tunisie) — польское дипломатическое представительство, расположенное в Тунисе.
В консульский округ Посольства входит вся территория Тунисской Республики.
Должность Чрезвычайного и Полномочного Посла с 2016 года занимает Лидия Милка-Вечоркевич (пол. Lidia Milka-Wieczorkiewicz) — кадровый дипломат, выпускница Варшавского университета, доктор гуманитарных наук, генеральный секретарь Польского национального комитета ЮНЕСКО (2004—2007 гг.).

## Структура
- Чрезвычайный и Полномочный Посол — руководитель представительства;
- Управление по политическим и экономическим вопросам;
- Управление по административным и финансовым вопросам;
- Консульский отдел[5].

## История
Дипломатические отношения между Польшей и Тунисом были установлены 15 ноября 1959 года.